# ميغيل غوزمان ميراندا
ميغيل غوزمان ميراندا (بالإسبانية: Miguel Guzmán Miranda)‏ (8 أبريل 1996 في المكسيك - ) هو لاعب كرة قدم مكسيكي في مركز الهجوم.

## وصلات خارجية
- ميغيل غوزمان ميراندا على موقع قاعدة بيانات كرة القدم.إي يو (الإنجليزية)